# Deroplia densevestita
Deroplia densevestita är en skalbaggsart som först beskrevs av Leon Fairmaire 1890.  Deroplia densevestita ingår i släktet Deroplia och familjen långhorningar.
Artens utbredningsområde är:
- Djibouti.
- Kenya.

Inga underarter finns listade i Catalogue of Life.